# ناو کلاس بروکلین
کروزر کلاس بروکلین (به انگلیسی: Brooklyn-class cruiser) یک کلاس از کشتی است که طول آن ۶۰۶ فوت (۱۸۵ متر) می‌باشد.